# 君のいた永遠
『君のいた永遠』（きみのいたとき、原題：心動、英題：Tempting Heart）は、1999年制作の香港映画である。

## あらすじ
17歳の女子高校生のシューヤウはライブハウスで出会った2つ年上の浪人生ホークァンと恋に落ちる。親友のチャンリーも同じくホークァンを気に入った様子だったが、シューヤウがホークァンを射止め２人は付き合うことに。しかしクリスマスの夜の外泊がシューヤウの母親の怒りを買い、無理やり別れさせられてしまう。さらにチャンリーから自分もホークァンが好きだという熱烈な告白を聞かされ衝撃を受ける。あれから7年後、それぞれ別々の道を歩み大人になった2人が日本で劇的な再会を果たすも、ホークァンはすでに結婚していて…。

## キャスト
- 林浩君（ラム・ホークァン）：金城武（吹替：宮本充）初登場時では、19歳の浪人生。ミュージシャンを目指す。
- 小柔（シューヤウ）：ジジ・リョン（吹替：引田有美）17歳の女子高生。ホークァンと両思いするも、
- 陳莉（チャンリー）：カレン・モク（吹替：松谷彼哉）シューヤウの親友。ホークァンに片思いしている。
- シェリル：シルヴィア・チャン
- ：リー・ピンビン
- ：ジョー・コク
- ウォーレス：ウィリアム・ソー（吹替：中博史）
- ：レオン・ダイ
- シューヤウの母：エレイン・ジン